# Tatsuki Nara
 (août 2025).
Tatsuki Nara (奈良 竜樹, Nara Tatsuki) est un footballeur japonais né le 19 septembre 1993. Il évolue au poste de défenseur central.

## Biographie
Avec l'équipe du Japon des moins de 19 ans, il participe au championnat d'Asie des moins de 19 ans en 2012. Le Japon est battu en quarts de finale par l'Irak.
Il dispute ensuite le championnat d'Asie des moins de 23 ans en 2016. Le Japon remporte cette compétition organisée au Qatar, en battant la Corée du Sud en finale.
Lors de la saison 2017, il participe à la Ligue des champions d'Asie avec le club du Kawasaki Frontale.

## Palmarès
- Vainqueur du championnat d'Asie des moins de 23 ans en 2016 avec l'équipe du Japon
- Championnat du Japon en 2017 et 2018